# Graham Knight (cầu thủ bóng đá)
Graham John Knight (sinh ngày 5 tháng 1 năm 1952) là một cựu cầu thủ bóng đá chuyên nghiệp người Anh. Ông dành toàn bộ sự nghiệp thi đấu cho Gillingham, nơi ông có 245 lần ra sân ở Football League và ghi 10 bàn thắng. Ông có trận đấu tưởng niệm với Gillingham trước Tottenham Hotspur ngày 11 tháng 5 năm 1979.